# Miasto, o którym zapomniał święty Mikołaj
Miasto, o którym zapomniał święty Mikołaj (ang. The Town Santa Forgot) – amerykański film animowany z 1993 roku w reżyserii Roberta Alvareza oraz wyprodukowany przez wytwórnię Hanna-Barbera.
Światowa premiera filmu miała miejsce 3 grudnia 1993 roku na amerykańskim kanale NBC. W Polsce premiera filmu odbyła się w Kinie Cartoon Network w 2000 roku na antenie Cartoon Network.

## Opis fabuły
Film opowiada historię Jeremiasza Potoka, 5-letniego chciwego chłopca, który jest rozpieszczany przez rodziców. Główny bohater pisze list do Świętego Mikołaja, prosząc o prezenty. Ten, w ramach nauczki, postanawia nie spełnić żadnego z jego życzeń. Niestety przez pomyłkę nie dostarcza prezentów wszystkim mieszkańcom miasteczka, które przypadkowo nosi nazwę... Jeremiasz.

## Wersja polska
Opracowanie i udźwiękowienie wersji polskiej: Studio Sonica

Reżyseria: Krzysztof Kołbasiuk

Tekst polski: Marcin Sosnowski

Dźwięk i montaż: Agnieszka Stankowska

Organizacja produkcji: Beata Aleksandra Kawka

Występują:
- Andrzej Blumenfeld – Narrator
- Elżbieta Jędrzejewska – Jeremiasz Potok

oraz:
- Krzysztof Kołbasiuk – Mikołaj
- Andrzej Ferenc – Tata Jeremiasza
- Cynthia Kaszyńska – Mama Jeremiasza
- Anna Apostolakis-Gluzińska
- Joanna Jabłczyńska
- Cezary Nowak
- Jacek Bończyk
- Olga Bończyk

i inni
Kierownictwo muzyczne: Marek Klimczuk

Tekst piosenki: Marek Robaczewski
Lektor: Krzysztof Kołbasiuk